# Joke Brakman
Joke Brakman (Wassenaar, 1946) is een Nederlands beeldend kunstenaar die actief is als edelsmid en sieraadontwerper.

## Biografie
Brakman is opgeleid aan de Vakschool Schoonhoven (1963-1966) en de Gerrit Rietveld Academie te Amsterdam (1971-1976). Zij is werkzaam in Amsterdam.
Vaak werkt Brakman vanuit geometrische vormen, als cirkels, vierkanten en rechthoeken. Sluitingen vormen soms de essentie van haar sieraden. Brakman werkt onder meer met kunststof en textiel.
Rond 1984 werkte Brakman samen met de modeontwerper Claudie Berbée.
Van 1980 tot 2011 doceerde Brakman aan de Gerrit Rietveld Academie.